# 사울 구티에레스
사울 구티에레스 마세도(스페인어: Saúl Gutiérrez Macedo, 1992년 12월 28일~)는 멕시코의 태권도 선수이다. 2016년 하계 올림픽 태권도 남자 플라이급에 참가했으며, 세계 선수권 대회에서 동메달 2개, 팬아메리칸 게임에서 금메달 1개, 동메달 1개, 팬아메리카 선수권 대회에서 금메달 2개, 동메달 1개를 획득했다.